# A Room with a View
A Room with a View (bra: Uma Janela para o Amor; prt: Quarto com Vista sobre a Cidade) é um filme britânico de 1985 do gênero drama, dirigido por James Ivory, produzido por Ismail Merchant, e com roteiro baseado em livro de E.M. Forster, e ainda usa seus títulos de capítulos para dividir o filme em duas seções.
O filme é estrelado por Helena Bonham Carter como uma jovem na restritiva cultura da era eduardiana da Inglaterra do século XX, que transforma o seu amor por um jovem de espírito livre. Maggie Smith, Denholm Elliott, Julian Sands, Simon Callow, Judi Dench, Daniel Day-Lewis, e Rupert Graves completam o elenco principal. Elliott e Smith foram nomeados para o Oscar de Melhor Ator Coadjuvante e Melhor Atriz Coadjuvante, respectivamente, mas perderam para Michael Caine e Dianne Wiest em Hannah and Her Sisters.
A Room with a View foi reconhecido pelo British Film Institute em 1999, como um dos 100 melhores filmes britânicos do século XX..

## Sinopse
No início do Século XX, a jovem inglesa Lucy viaja pela primeira vez para Florença, na Itália. Lá chegando, ela encontra o excêntrico George Emerson, por quem acaba se apaixonando. Ao retornar a Inglaterra, terá de fazer uma grande escolha em sua vida: casar-se com seu antigo noivo ou seguir seu coração e procurar o recém conhecido George.

## Elenco
- Helena Bonham Carter.... Lucy Honeychurch
- Denholm Elliott.... Sr. Emerson
- Julian Sands.... George Emerson
- Daniel Day-Lewis.... Cecil Vyse
- Maggie Smith.... Charlotte Bartlett
- Simon Callow.... Sr. Arthur Beebe
- Patrick Godfrey.... Sr. Eager
- Judi Dench.... Eleanor Lavish
- Fabia Drake.... Miss Catharine Alan
- Joan Henley.... Miss Teresa Alan
- Rupert Graves.... Freddy Honeychurch
- James Wilby.... Convidado da festa

## Produção
O filme foi produzido com um orçamento de 3 milhões de dólares, e arrecadou cerca de 60 milhões de bilheteria. As filmagens principais foram realizadas em Florença, onde a equipe obteve permissão para utilizar a Piazza della Signoria. Em Fiesole, Villa di Maiano foi utilizada como locação da Pensione Bertolini. Adicionalmente, algumas cenas foram filmadas em Londres e nos arredores de Sevenoaks, no condado Kent. O filme foi gravado ao longo de dez semanas, sendo quatro gravações ocorridas na Itália, enquanto seis foram na Inglaterra. Uma cena notável mostra nudez masculina frontal completa, com George, Freddy e o Sr. Beebe nadando nus em um lago.

## Principais prêmios e indicações
Oscar 1986 (Estados Unidos)
- Venceu nas categorias de melhor roteiro adaptado, melhor direção de arte e melhor figurino.
- Indicado nas categorias de melhor filme, melhor fotografia, melhor ator coadjuvante (Denholm Elliott) e melhor atriz coadjuvante (Maggie Smith).

Globo de Ouro 1986 (Estados Unidos)
- Indicado nas categorias de melhor filme - drama e melhor direção.